# Solpugiba arenicola
Solpugiba arenicola es una especie de arácnido  del orden Solifugae de la familia Solpugidae.

## Distribución geográfica
Se encuentra en el sur de África.